# Atlantic Rally for Cruisers
Atlantic Rally for Cruisers, ARC, är en årlig tävling för segelbåtar som vill ta sig över Atlanten. Alla båtar, vanligen över 200 stycken, ger sig i år (2009) iväg den 22 november från Kanarieöarna över Atlanten till Saint Lucia i Västindien. Överfarten tar cirka tre veckor beroende på båttyp. Båtarna utnyttjar de så kallade passadvindarna när de seglar mot Västindien (de får slör/läns dvs. vinden bakifrån). För att delta i ARC, som kostar omkring 10 000 kronor beroende på båtyp och antal besättningsmedlemmar, går arrangörerna igenom båten noga. Utbildningar förekommer också innan överfarten. Över Atlanten håller båtarna kontakt med varandra via radio.